# Burg Schussenried (Alte Apotheke)
Die  Burg Schussenried ist eine abgegangene Burg bei der Alten Apotheke in der Kurstadt Bad Schussenried im Landkreis Biberach in Baden-Württemberg. Von der ehemaligen Burganlage der um 1170 erbauten Burg ist nichts erhalten.
Bei der Neuen Apotheke befand sich die Burg Schussenried (Neue Apotheke)